# 케일런 크로프트

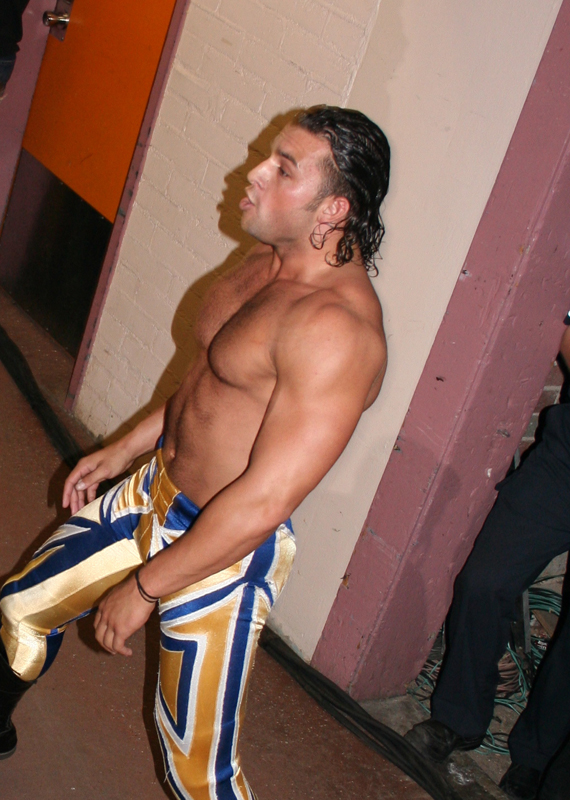
케일런 크로프트

케일런 크로프트(Caylen Croft)는 본명 크리스 파본(Kris Pavone, 1980년 5월 2일 ~ )은 미국의 프로레슬링선수다. 키는 181cm 몸무게는 95kg이다. 피니쉬는 파이어맨즈 캐리 더블 니 것버스터로 사용을 한다.